# Soirées du cinéma ukrainien de Paris
Les Soirées du cinéma ukrainien sont un festival de film ukrainien se déroulant à Paris (France) au mois de juin. La manifestation est organisée par l'Ukrainian Cinema Foundation et a pour objectif de faire connaître le cinéma ukrainien en dehors des frontières de l'Ukraine. La première édition s'est tenue à la Filmothèque du quartier latin du 4 au 10 juin 2008.

## Caractéristiques et programmation
La première édition du festival a duré une semaine et a pris place dans la grande salle de la Filmothèque du quartier latin, dans le 5e arrondissement de Paris. Dix longs métrages et une séance de court métrage ont été programmés. Parmi ces dix longs métrages, six étaient des avant-premières et quatre des films de patrimoine,,.
Les réalisateurs Kira Mouratova et Roman Balaïan étaient présents pour présenter leurs films respectifs : 
- Brèves rencontres (Короткие встречи, 1967) et Deux en un (Два в Одном, 2007) pour la réalisatrice odessite,
- Biriouk, l'ermite (Бирюк, 1997) et La nuit est claire (Ночь светла, 2004) pour le réalisateur d'origine arménienne[4].

Plusieurs autres longs métrages étaient présentés en avant-première : Sappho (Сафо. Кохання без меж, 2008) de Robert Crombie, OrANGELove (2006) de Alan Badoïev, Au bord de l'eau (Біля річки, 2006) de Eva Neïman et Une prière pour l'hetman Mazepa (Молитва за гетмана Мазепу, 2001) de Youriï Illienko.
La programmation était complétée par Les Chevaux de feu (Тіні забутих предків, 1964) de Sergueï Paradjanov et Une source pour les assoiffés (Криниця для спраглих, 1965) de 
Youriï Illienko et une séance de courts métrages récents.
Bélinda Saligot, journaliste à critikat.com souligne l'intérêt du festival, permettant de faire découvrir des œuvres méconnues, soit du fait de la censure soviétique, soit de son absence des écrans occidentaux.
Les Soirées du cinéma ukrainien sont organisées par l'Ukrainian cinema foundation, -équivalent ukrainien de Unifrance- et coordonnées par Jacques Pelissier.